# 云南金茅
云南金茅（学名：Eulalia yunnanensis）为禾本科金茅屬下的一个种。种加词 yunnanensis 意为“云南的”。